# Кристоф II фон Цинцендорф
Кристоф II фон Цинцендорф (на немски: Christoph II Herr von Zinzendorf; † 1539) е австрийски благородник, господар от род „Цинцендорф“ в Австрия. Той е родител на линията Цинцендорф-Потендорф в Долна Австрия.

## Произход и наследници
Син е на Георг фон Цинцендорф († 1496) и съпругата му Хедвиг фон Топел-Карищетен, дъщеря на Ото фон Топел-Карищетен и Барбара фон Топел-Хаузенбах. Внук е на Кристоф I фон Цинцендорф († 1466) и Сузана Вилдунгсмауер. Правнук е на Кристиан фон Цинцендорф 'Стария' († 1404) и Агнес фон Арберг († 1376).
Внукът му Александер фон Цинцендорф-Потендорф (1541 – 1577) е издигнат на фрайхер. На 16 ноември 1662 г. родът е издигнат на австрийски наследствен граф.
Праправнукът му Максимилиан Еразмус фон Цинцендорф-Потендорф (1633 – 1672) е издигнат на имперски граф.

## Фамилия
Кристоф II фон Цинцендорф се жени 1492 г. за София фон Потендорф, дъщеря наследничка на Фридрих Хундт фон Потендорф († 7 август/17 септември 1488) и Елизабет фон Найтперг († 4 декември 1503). Съпругата му София фон Потендорф е внучка на фрайхер Албрехт фон Потендорф († сл. 1465) и Хелена фон Лихтенщайн-Мурау († сл. 1469). София фон Потендорф донася Потендорф на фамилията. Те имат три деца:
- Барбара фон Цинцендорф, омъжена на 8 януари 1513 г. за фрайхер Себастиан фон Хоенфелд, Кирхберг ам Валде († 2 февруари 1541)
- Агнес фон Цинцендорф, омъжена за фрайхер Вилхелм фон Валдщайн 'Стария' (* 5 януари 1475; † 1557)
- Йохан IV фон Цинцендорф-Потендорф (* 1507; † 27 октомври 1552), господар на Цинцендорф и Потендорф, женен 1535 г. Анна фон Хоенемс († 1543/1544); имат син